# Loxandrus lateralis
Loxandrus lateralis är en skalbaggsart som beskrevs av Thomas Casey. Loxandrus lateralis ingår i släktet Loxandrus och familjen jordlöpare. Inga underarter finns listade i Catalogue of Life.